# La signora delle camelie (film 1947)
La signora delle camelie è un film del 1947 diretto da Carmine Gallone.

## Trama
È la trasposizione cinematografica dell'opera lirica La traviata di Giuseppe Verdi.